# Josep Boter Mas
Josep Boter Mas (L'Hospitalet de Llobregat, 1906 - Barcelona, 8 de juny de 1978) fou un caçatalents del Futbol Club Barcelona. Conegut amb els sobrenoms de Monsieur Botaroff, Herr Boter o Il commendatore.
Nascut a la ciutat de L'Hospitalet de Llobregat des de ben petit va ser un seguidor culer. Als setze anys va col·laborar amb la Federació Catalana de Futbol. Al 1925 va començar a exercir com a delegat dels equips inferiors del FC Barcelona. Va ser el president del club, Joan Coma Sararols, que va veure que Boter tenia un do especial per descobrir joves promeses. Al 1934 va realitzar els seus dos primers fixatges : Josep Escolà i Josep Raich.
La seva gran tasca va ser a partir de la postguerra primer amb la col·laboració de Ramon Llorens, i a partir dels anys 60 es va incorporar a l'equip qui seria el seu deixeble Oriol Tort. Boter va ser l'encarregat de formar l'equip amateur del Barça, i ja en la seva primera temporada va quedar campió de Catalunya. Des de la secretaria del futbol base del club va descobrir una llarga llista de talents que van jugar al FC Barcelona : Josep Raich, Josep Escolà, Francesc Calvet, Josep Seguer, Estanislau Basora, Gustau Biosca, Joan Segarra, Eduard Manchón, Aloy, Bosch Brugué, Gràcia, Just Tejada, Martí Vergés, Estrems, Gensana, Olivella, Rodri, Celdrán, Salvador Sadurní, Camps, Eladio, Josep Maria Fusté, Carles Rexach i Pere Valení Mora.
El 1973 es retirava a causa d'una malaltia i el 27 d'octubre d'aquell mateix any el club va organitzar un partit homenatge al camp de Fabra i Coats, on en aquella època jugava el Barcelona Atlètic, filial del club. Van participar més de 80 velles glòries del FC Barcelona que van jugar repartides en quatre equips que portaven els noms de : Emili Sagi Barba, Vicenç Piera, Paulino Alcántara, Josep Samitier. Entre aquests jugadors podem destacar a : Bosch, Eduardo Manchón, Justo Tejada, Francesc Calvet, Josep Maria Fusté, Pereda, Re, Eulogio Martínez, Rifé, Gensana, Antoni Ramallets, Josep Seguer, Olivella, Gràcia, Flotats, Vila, Ladislau Kubala i també el cantant Joan Manuel Serrat. El xut d'honor el va fer el mateix Josep Boter, juntament amb l'astre neerlandès Johan Cruyff, que no va poder jugar perquè debutava oficialment l'endemà amb el Barça al Camp Nou en partit de Lliga davant el Granada.
L'únic homenatge després de la seva mort el 8 de juny de 1978 va ser un minut de silenci en un partit de juvenils.